# Goniorrhina nigriceps
Goniorrhina nigriceps är en skalbaggsart som beskrevs av Louis Burgeon 1946. Goniorrhina nigriceps ingår i släktet Goniorrhina och familjen Melolonthidae. Inga underarter finns listade i Catalogue of Life.